# Bundesstraße 68
Pour les articles homonymes, voir B68 et Route 68.
La Bundesstraße 68 (abrégé en B 68) est une Bundesstraße reliant Cloppenburg à Scherfede.

## Localités traversées
- Cloppenburg
- Essen
- Quakenbrück
- Bersenbrück
- Bramsche
- Osnabrück
- Dissen am Teutoburger Wald
- Halle (Westf.)
- Brackwede
- Sennestadt
- Paderborn
- Scherfede